# Liste der Baudenkmäler in Augsburg-Lechviertel, östliches Ulrichsviertel
In der Liste der Baudenkmäler im Lechviertel, östliches Ulrichsviertel sind die Baudenkmäler im Augsburger Stadtbezirk Lechviertel, östliches Ulrichsviertel im
Planungsraum Innenstadt
(I)
aufgelistet. Zu diesen Baudenkmälern gibt es auch eine Bildersammlung.
Diese Liste ist eine Teilliste der Liste der Baudenkmäler in Augsburg. Grundlage der Liste ist die Bayerische Denkmalliste, die auf Basis des bayerischen Denkmalschutzgesetzes vom 1. Oktober 1973 erstmals erstellt wurde und seither durch das Bayerische Landesamt für Denkmalpflege geführt und aktualisiert wird. Die folgenden Angaben ersetzen nicht die rechtsverbindliche Auskunft der Denkmalschutzbehörde.

In dieser Kartenansicht sind Baudenkmäler ohne Koordinaten mit einem roten bzw. orangen Marker dargestellt und können in der Karte gesetzt werden. Baudenkmäler ohne Bild sind mit einem blauen bzw. roten Marker gekennzeichnet, Baudenkmäler mit Bild mit einem grünen bzw. orangen Marker.

## Einzeldenkmäler

### A
| Lage                                                                                            | Objekt                                              | Beschreibung | Akten-Nr.                | Bild                                     |
| ----------------------------------------------------------------------------------------------- | --------------------------------------------------- | --- | ------------------------ | ---------------------------------------- |
| Afragäßchen 1 (Standort)                                                                        | Bürgerhaus                                          | Dreigeschossiger Giebelbau mit Satteldach, 16. Jahrhundert | D-7-61-000-13 Wikidata   | weitere Bilder                           |
| Afragäßchen 7 (Standort)                                                                        | Wohnhaus                                            | Dreigeschossiger Traufseitbau mit Satteldach, spätes 16. Jahrhundert | D-7-61-000-1141 Wikidata | Wohnhaus                                 |
| Afragäßchen 9 (Standort)                                                                        | Mietshaus                                           | Dreigeschossiger Eckbau mit turmartigem Eckerker, Zwerchgiebeln und Stuckdekor, bezeichnet „1902“ | D-7-61-000-14 Wikidata   | weitere Bilder                           |
| Am Brunnenlech 29 (Standort)                                                                    | Wohnhaus                                            | Zweigeschossiges Eckhaus mit nach Süden und Westen abgewalmtem Mansarddach und Giebel zur Schwibbogengasse, im Kern 16. Jahrhundert | D-7-61-000-30 Wikidata   | Wohnhaus                                 |
| Am Brunnenlech 37 (Standort)                                                                    | Wohnhaus                                            | Zweieinhalbgeschossiger Mansarddachbau mit schmaler Giebelfront zur Margaretenstraße und seitlichem Überschutz, im Kern 16. Jahrhundert | D-7-61-000-31 Wikidata   | Wohnhaus                                 |
| Am Eser 2 (Standort)                                                                            | Bürgerhaus                                          | Langgestreckter, zweigeschossiger Traufseitbau mit Satteldach, im Kern 16./17. Jahrhundert | D-7-61-000-32 Wikidata   | Bürgerhaus                               |
| Am Eser 5 (Standort)                                                                            | Bürgerhaus                                          | Dreigeschossiger, traufständiger Satteldachbau, 16./17. Jahrhundert | D-7-61-000-33 Wikidata   | Bürgerhaus                               |
| Am Eser 7 (Standort)                                                                            | Bürgerhaus                                          | Zweigeschossiger traufständiger Satteldachbau mit Hausmadonna in Figurennische, 16./17. Jahrhundert | D-7-61-000-34 Wikidata   | Bürgerhaus                               |
| Am Eser 9 (Standort)                                                                            | Bürgerhaus                                          | Zweigeschossiger Giebelbau mit Satteldach und Figurennische, mit anschließendem viergeschossigem Rückgebäude, 16./17. Jahrhundert | D-7-61-000-35 Wikidata   | Bürgerhaus                               |
| Am Eser 17 (Standort)                                                                           | Bürgerhaus                                          | Zweigeschossiger Giebelbau mit Satteldach, seitlichem Außenaufgang und Figurennische, im Kern 1392 (dendrochronologisch datiert) | D-7-61-000-36 Wikidata   | Bürgerhaus                               |
| Am Eser 21 (Standort)                                                                           | Bürgerhaus                                          | Zweigeschossiger Giebelbau mit Satteldach und korbbogiger Tordurchfahrt, 16./17. Jahrhundert | D-7-61-000-37 Wikidata   | Bürgerhaus                               |
| Am Eser 23 (Standort)                                                                           | Bürgerhaus                                          | Dreigeschossiger Traufseitbau mit Satteldach, 16./17. Jahrhundert | D-7-61-000-38            | Bürgerhaus                               |
| Am Roten Tor (Standort)                                                                         | Venezianischer Brunnen                              | Von genuteten Säulen und Gebälk gerahmte Marmornische, Mitte 16. Jahrhundert, 1952 als Stiftung aufgestellt | D-7-61-000-1442          | Venezianischer Brunnen                   |
| Am Roten Tor 1, Beim Rabenbad (Standort)                                                        | Großer und kleiner Wasserturm, Brunnenmeisterhäuser | Großer Wasserturm, quadratischer Unterbau mit Eckrustika, oktogonaler Aufsatz mit querovalen Öffnungen und abschließender Balustrade, Unterbau 1463, Aufstockung 1669, Innenausbau um 1746 Kleiner Wasserturm, quadratischer Unterbau mit nordöstlicher Strebemauer, sechseckiger Aufsatz mit Putzgliederung und Haube, Unterbau 1470, Aufbau 1559, letztes Obergeschoss und Haube 1672, Innenausbau 1744 Ehemaliges Oberes Brunnenmeisterhaus, zweigeschossiger Mansarddachbau mit Zwerchhaus, im Kern 17. Jahrhundert, äußere Erscheinung 18. Jahrhundert, klassizistische Dekoration des 19. Jahrhunderts Ehemaliges Unteres Brunnenmeisterhaus, jetzt Schwäbisches Handwerkermuseum, zweigeschossiger Walmdachbau mit geschweifter Uhrengaube und seitlichem Anbau mit Pultdach, an die Stadtmauer gebaut, 17. Jahrhundert, Fassade von Christian Dominikus Erhart 1777 | D-7-61-000-58 Wikidata   | weitere Bilder                           |
| Am Roten Tor 2 (Standort)                                                                       | Mietshaus                                           | Viergeschossiger Eckbau mit Flacherkern, Zwerchgiebeln und polygonalem Eckerker mit geschweifter Haube, Fassade in historistischer Formensprache, um 1900, bildet mit Spitalgasse 26, 28 eine Baugruppe | D-7-61-000-1221 Wikidata | Mietshaus                                |
| Am Roten Tor 1 bis 5 (unger.), Beim Rabenbad, Rote-Torwall-Straße 11, Spitalgasse 11 (Standort) | Rotes Tor                                           | Über einem gotischen Bau errichtet, quadratischer Unterbau mit spitzen Torbögen, Obergeschoss mit abgerundeten Ecken, Pilastergliederung und horizontalen Putzbändern, Zeltdach mit Laterne, von Elias Holl, 1622 Vortor, niedriger Torbau mit Zeltdach und tonnengewölbter Durchfahrt, 1545/46 Wallbastei mit gewölbten Kasematten, 1611 Roter Torwall und -mauer sowie Teile der Stadtmauer, 1545/46 Brücke vor dem Roten Tor, zweigeschossig zu sechs Bögen, bezeichnet „1777“ Die Wallanlagen mit der Bastei nach Aufhebung der Festungseigenschaft in der zweiten Hälfte des 19. Jahrhunderts in eine Parkanlage umgewandelt, die mehrere Gestaltungen erfuhr (die letzte 1952 durch Ludwig Römer). Hier erfolgte 1929 auch der Einbau der Freilichtbühne, siehe auch Stadtbefestigung Augsburg                                                                        | D-7-61-000-60 Wikidata   | weitere Bilder                           |
| Am Roten Tor 6 (Standort)                                                                       | Bürgerhaus                                          | Zweigeschossiger Giebelbau mit Satteldach und Rundbogennische mit Büste einer Hausmadonna des 18. Jahrhunderts, spätes 16. Jahrhundert, Umbau 18. Jahrhundert | D-7-61-000-61 Wikidata   | Bürgerhaus                               |
| Am Roten Tor 8 (Standort)                                                                       | Ehemaliges Pfründehaus des Konrad Herbst            | Dreigeschossiger Eckbau mit Satteldach und steilem Treppengiebel, an der Giebelseite Hausmadonna des 18. Jahrhunderts und Bautafel mit Wappen und Helmzier, im Kern 16. Jahrhundert | D-7-61-000-62 Wikidata   | Ehemaliges Pfründehaus des Konrad Herbst |
| Am Schwall 15 (Standort)                                                                        | Bürgerhaus                                          | Dreigeschossiger Traufseitbau mit Satteldach und seitlichem Aufzugsgiebel, im Kern 16./17. Jahrhundert, Äußeres 19. Jahrhundert | D-7-61-000-63 Wikidata   | Bürgerhaus                               |
| Am Schwall 17 (am Stadtbach) (Standort)                                                         | Ehemaliges Schulhaus von St. Ursula                 | Zweigeschossiger freistehender Satteldachbau mit Putzgliederung, um 1870/80 | D-7-61-000-168 Wikidata  | Ehemaliges Schulhaus von St. Ursula      |

### B
| Lage | Objekt                                                                                      | Beschreibung | Akten-Nr.               | Bild                                                     |
| --- | ------------------------------------------------------------------------------------------- | --- | ----------------------- | -------------------------------------------------------- |
| Bäckergasse 23 (Standort) | Ehemaliger Gasthof Weißer Adler                                                             | Dreigeschossiger traufständiger Mansarddachbau mit Fassadengliederung durch Lisenen und Putzfelder, Fassade erste Hälfte 18. Jahrhundert, im Kern wohl älter | D-7-61-000-112 Wikidata | Ehemaliger Gasthof Weißer Adler                          |
| Bäckergasse 25, Am Brunnenlech 30 (Standort) | Bürgerhaus                                                                                  | Dreigeschossiger Traufseitbau mit Satteldach, im Kern 16./17. Jahrhundert, Fassade 18./19. Jahrhundert Rückgebäude, zweigeschossiger giebelständiger Satteldachbau, bis zum Brunnenlech durchgehend, wohl gleichzeitig | D-7-61-000-113 Wikidata | Bürgerhaus                                               |
| Bäckergasse 27 und 27 a (Standort) | Zinslehenshaus                                                                              | Dreigeschossiger giebelständiger Satteldachbau mit geschweiftem Giebel und rückwärtigem zweigeschossigem Anbau, 17. Jahrhundert Rückgebäude, dreigeschossiger Satteldachbau, bis zum Brunnenlech durchgehend, wohl gleichzeitig | D-7-61-000-114 Wikidata | Zinslehenshaus                                           |
| Bäckergasse 38 (Standort) | Bürgerhaus                                                                                  | Dreigeschossiger Traufseitbau mit Satteldach und rückwärtig einachsigem Giebelhaus mit Säulenarkaden an der nördlichen Außenwand, im Kern 16./17. Jahrhundert | D-7-61-000-115 Wikidata | weitere Bilder                                           |
| Barfüßerstraße 4 (Standort) | Ehemalige Kresslesmühle                                                                     | Giebelbau mit tief heruntergezogenem Satteldach über geknickter Fassade, im Kern 16. Jahrhundert | D-7-61-000-130 Wikidata | Ehemalige Kresslesmühle                                  |
| Barfüßerstraße 8 (Standort) | Evangelisch-lutherische Pfarrkirche, ehemalige Barfüßerkirche                               | Chor der ehemaligen Basilika, im Kern um 1265, nach Brand von 1398 um 1407 erneuert, aus dieser Zeit der Chor, Veränderungen 1724 und 1830, Langhaus 1944 zerstört, danach nur im östlichen Teil wiederaufgebaut, mit Ausstattung | D-7-61-000-131 Wikidata | weitere Bilder                                           |
| Bauerntanzgäßchen 1 (Standort) | Bürgerhaus, heute Gaststätte Bauerntanz                                                     | Dreigeschossiges Eckhaus mit vorgeblendetem Giebel, im Kern 1616, Umbau Mitte 18. Jahrhundert, Fassade 1811 | D-7-61-000-135 Wikidata | Bürgerhaus, heute Gaststätte Bauerntanz                  |
| Bauerntanzgäßchen 8 (Standort) | Bürgerhaus                                                                                  | Dreigeschossiger giebelständiger Satteldachbau mit Flacherker und südlichem Anbau, 16./17. Jahrhundert | D-7-61-000-136 Wikidata | Bürgerhaus                                               |
| Baumgärtleingäßchen 5 (Standort) | Ehemaliges Handwerkerhaus                                                                   | Zweigeschossiger giebelständiger Satteldachbau, zweite Hälfte 17. Jahrhundert | D-7-61-000-137 Wikidata | Ehemaliges Handwerkerhaus                                |
| Baumgärtleingäßchen 7 (Standort) | Wohnhaus                                                                                    | Zweigeschossiger Bau mit einhüftigem Giebel, Frackdach und tief ansetzendem Pultdach, 16./17. Jahrhundert | D-7-61-000-138 Wikidata | Wohnhaus                                                 |
| Baumgärtleingäßchen 11 (Standort) | Wohnhaus                                                                                    | Dreigeschossiger Giebelbau mit Satteldach, 16./17. Jahrhundert | D-7-61-000-140 Wikidata | Wohnhaus                                                 |
| Beim Märzenbad 4 (Standort) | Bürgerhaus                                                                                  | Viergeschossiger giebelständiger Satteldachbau mit Flacherker, wohl Mitte 16. Jahrhundert | D-7-61-000-152 Wikidata | Bürgerhaus                                               |
| Beim Märzenbad 6 (Standort) | Bürgerhaus                                                                                  | Dreigeschossiger Giebelbau mit Satteldach und Kranbalken, wohl frühes 17. Jahrhundert | D-7-61-000-153 Wikidata | Bürgerhaus                                               |
| Beim Märzenbad 9 (Standort) | Bürgerhaus                                                                                  | Dreigeschossiger Giebelbau mit Satteldach, 16. Jahrhundert | D-7-61-000-154          | Bürgerhaus                                               |
| Beim Märzenbad 11 (Standort) | Bürgerhaus                                                                                  | Dreigeschossiger Giebelbau mit Satteldach, Tordurchfahrt, Kranbalken und gemauertem Verbindungsbogen zu Nr. 13, von Johannes Holl, zweite Hälfte 16. Jahrhundert, um 1750 verändert | D-7-61-000-155 Wikidata | Bürgerhaus                                               |
| Beim Märzenbad 13 (Standort) | Bürgerhaus                                                                                  | Viergeschossiger Giebelbau mit Frackdach und einhüftigem Giebel, 16. Jahrhundert | D-7-61-000-156 Wikidata | Bürgerhaus                                               |
| Beim Märzenbad 15 (Standort) | Ehemaliges Gerber- und Wohnhaus (Wohnhaus von Hans Holl)                                    | Viergeschossiger Giebelbau mit Frackdach, einhüftigem, gesimsverziertem Giebel und Speicheraufbau ehemals mit Aufzugsöffnungen, Abseite in Fachwerkbauweise über Ziegelwerk, 16. Jahrhundert, spätes 17. Jahrhundert/Anfang 18. Jahrhundert verändert | D-7-61-000-157 Wikidata | Ehemaliges Gerber- und Wohnhaus (Wohnhaus von Hans Holl) |
| Beim Rabenbad (Standort) | Sogenannter Kastenturm oder Neuer Spitalturm                                                | Wasserturm an der Ostseite des Heilig-Geist-Spitals, an die Stadtmauer gebauter halbrunder Unterbau mit querovalen Öffnungen, sechseckiger Aufsatz mit querovalen Öffnungen und abschließender Balustrade, Unterbau wohl spätmittelalterlich, Umbau und Erhöhung von Stadtwerkmeister Jacob Eschay 1599, Balustradenbrüstung 1703, Innenausbau 1742 | D-7-61-000-969 Wikidata | Sogenannter Kastenturm oder Neuer Spitalturm             |
| Beim Rabenbad 2 (Standort) | Bürgerhaus                                                                                  | Viergeschossiger Satteldachbau mit mehrfach geschwungenem Giebel, im Kern 16./17. Jahrhundert, Giebel 18. Jahrhundert | D-7-61-000-163 Wikidata | Bürgerhaus                                               |
| Beim Rabenbad 6, Spitalgasse 11, Spitalgasse 15, Spitalgasse 17 (Standort)                                                                                                  | Heilig-Geist-Spital                                                                         | Vier Flügel um unregelmäßigen Innenhof mit hofseitig umlaufenden hohen Pfeilerarkaden, von Elias Holl, 1626–1630, von Jörg Höbel 1631 fertiggestellt Sogenanntes Langhaus, zweigeschossiger langgestreckter Westflügel mit Satteldach und mittelachsiger Portalanlage Ehemalige Kapelle des Heilig-Geist-Spitals, jetzt evangelisch-lutherische Spitalkapelle, im südlichen Teil des Westtraktes, durch Giebelreiter und fassadenartig ausgestalteter Südfront hervorgehoben Torbau, dreigeschossiger Nordflügel mit Satteldach, Zwerchhaus mit Lastenaufzug und architektonisch gerahmtem Portal Ostflügel, schmaler dreigeschossiger Bau mit integriertem mittelalterlichem Wehrgang, vgl. Beim Rabenbad 6 und Spitalgasse 17 | D-7-61-000-964 Wikidata | weitere Bilder                                           |
| Beim Schnarrbrunnen 15 (Standort) | Bürgerhaus                                                                                  | Zweigeschossiger, breitgelagerter Giebelbau mit steilem Satteldach, durch gemauerten Bogen mit Schwibbogengasse 1 verbunden, 16./17. Jahrhundert Rückgebäude, seitlich dahinter dreigeschossiges Giebelhaus mit steilem Satteldach und Oculi im Giebel, wohl 16./17. Jahrhundert | D-7-61-000-165 Wikidata | Bürgerhaus                                               |
| Bei Sankt Ursula 3, Bei Sankt Ursula 5, Nähe Bei Sankt Ursula, Nähe Stadtmauer bei St. Ursula, Am Schwall 17, Beim Schnarrbrunnen 4, Neuer Gang 6, Nähe Vogeltor (Standort) | Ehemalige Dominikanerinnenklosterkirche St. Ursula (zum Dominikanerinnenkloster St. Ursula) | Saalbau mit eingezogenem Chor und Dachreiter, 1235 gegründet, Kirchenneubau 1520, Umbau 1720/30, 1944 stark zerstört, vereinfachter Wiederaufbau von Michael Kurz 1947, mit Ausstattung Klostergebäude, zweigeschossiger Satteldachbau mit östlichem Anbau mit Pultdach und offenen Arkaden, vor 1677 Klostergarten, wohl 18. Jahrhundert Pavillon, polygonaler Zeltdachbau mit Pilastergliederung und Arkadenbögen, an den Turm der Stadtbefestigung gelehnt, 18. Jahrhundert | D-7-61-000-167 Wikidata | weitere Bilder                                           |
| Bei Sankt Ursula 14 (Standort) | Ehemaliger Gasthof zum Schiff                                                               | Dreigeschossiger giebelständiger Satteldachbau mit Schweifgiebel und rückwärtiger Abseite, Abseite 1531 (dendrochronologisch datiert) Vorderhaus im Kern 16. Jahrhundert, Umbau 17. Jahrhundert, 1735 (dendrochronologisch datiert) | D-7-61-000-169 Wikidata | Ehemaliger Gasthof zum Schiff                            |

### D
| Lage                           | Objekt                                                                     | Beschreibung | Akten-Nr.                | Bild                                                                       |
| ------------------------------ | -------------------------------------------------------------------------- | --- | ------------------------ | -------------------------------------------------------------------------- |
| Dominikanergasse 3 (Standort)  | Ehemaliges Stiftsgebäude, sogenannte Alte Pfründe                          | Dreigeschossiges Giebelhaus mit Satteldach und Hofportal an der Dominikanergasse mit gesprengtem Giebel, im Kern 16./17. Jahrhundert, Portal um 1600 Rückgebäude zum Hunoldsberg, viergeschossiger Traufseitbau mit kleinteiligem Stufengiebel und Satteldach, im Kern 16. /17. Jahrhundert                                                       | D-7-61-000-211 Wikidata  | Ehemaliges Stiftsgebäude, sogenannte Alte Pfründe                          |
| Dominikanergasse 4 (Standort)  | Bürgerhaus                                                                 | Dreigeschossiger Traufseitbau mit Flacherker, im Kern 16. Jahrhundert, Äußeres 17. Jahrhundert | D-7-61-000-212 Wikidata  | Bürgerhaus                                                                 |
| Dominikanergasse 5 (Standort)  | Ehemalige Stiftungskapelle St. Antonius, jetzt griechisch-orthodoxe Kirche | Kleiner Saalbau mit konvexer Fassade, Stufengiebel und Dachreiter, im Kern um 1445, 1589 verändert, 1746 neu ausgestattet, mit Ausstattung | D-7-61-000-213 Wikidata  | Ehemalige Stiftungskapelle St. Antonius, jetzt griechisch-orthodoxe Kirche |
| Dominikanergasse 7 (Standort)  | Bürgerhaus                                                                 | Dreigeschossiger Traufseitbau mit Satteldach, getrepptem Giebel, seitlichem Aufzugsgiebel, Erdgeschossgewölbe, tiefliegendem Hof mit Arkaden und seitlichem Durchgang (Butzenbergle) zum Hunoldsgraben, im Kern um 1445 (dendrochronologisch datiert) Rückgebäude, drei- bzw. viergeschossiger Walmdachbau, um 1795 (dendrochronologisch datiert) | D-7-61-000-214 Wikidata  | Bürgerhaus                                                                 |
| Dominikanergasse 9 (Standort)  | Ehemaliges Handwerkerhaus                                                  | Schmaler, fünfgeschossiger Giebelbau mit Satteldach und Abseite, im Kern zweite Hälfte 16. Jahrhundert, um 1749 aufgestockt (dendrochronologisch datiert) | D-7-61-000-1157 Wikidata | Ehemaliges Handwerkerhaus                                                  |
| Dominikanergasse 15 (Standort) | Ehemalige Dominikanerkirche St. Magdalena, heute Römisches Museum          | Zweischiffige Hallenkirche mit seitlichen Kapellenanbauten und basilikalem Querschnitt, 1513–15 Neubau, Inneres 1716–1724 umgestaltet, 1807 profaniert, mit Ausstattung | D-7-61-000-215 Wikidata  | weitere Bilder                                                             |

### E
| Lage                           | Objekt                    | Beschreibung | Akten-Nr.                | Bild                      |
| ------------------------------ | ------------------------- | --- | ------------------------ | ------------------------- |
| Elias-Holl-Platz 2 (Standort)  | Ehemaliges Handwerkerhaus | Dreigeschossiger Giebelbau mit Satteldach, westlichem Anbau, Flacherker und Ausleger des 18. Jahrhunderts, 1577, mehrfach verändert                                                      | D-7-61-000-221 Wikidata  | weitere Bilder            |
| Elias-Holl-Platz 4 (Standort)  | Ehemaliges Handwerkerhaus | Viergeschossiger Mansarddachbau mit Flacherker und Schweifgiebel, im Kern 16. Jahrhundert, Giebel 18. Jahrhundert                                                                        | D-7-61-000-222 Wikidata  | Ehemaliges Handwerkerhaus |
| Elias-Holl-Platz 6 (Standort)  | Ehemaliges Handwerkerhaus | Fünfgeschossiger Giebelbau mit Satteldach und hohem Flacherker, im Kern 16. Jahrhundert                                                                                                  | D-7-61-000-223 Wikidata  | Ehemaliges Handwerkerhaus |
| Elias-Holl-Platz 8 (Standort)  | Ehemaliges Handwerkerhaus | Dreigeschossiger Giebelbau mit Satteldach und Flacherker, im Kern 16. Jahrhundert, Fassade mit Stuckdekoration um 1700                                                                   | D-7-61-000-224 Wikidata  | Ehemaliges Handwerkerhaus |
| Elias-Holl-Platz 10 (Standort) | Ehemaliges Handwerkerhaus | Viergeschossiger Giebelbau mit Satteldach und flach geschweiftem Giebel, im Kern 16. Jahrhundert, im späten 18. Jahrhundert verändert                                                    | D-7-61-000-225 Wikidata  | Ehemaliges Handwerkerhaus |
| Eserwallstraße 17 (Standort)   | Mietshaus                 | Viergeschossiger Bau mit halbrundem und polygonalem Erker und getrepptem Zwerchgiebel, Fassade in Formen deutscher Renaissance, um 1900 Vorgartenumzäunung, von Jack und Wanner, um 1900 | D-7-61-000-1237 Wikidata | Mietshaus                 |

### F
| Lage                       | Objekt     | Beschreibung | Akten-Nr.               | Bild       |
| -------------------------- | ---------- | --- | ----------------------- | ---------- |
| Findelgäßchen 5 (Standort) | Bürgerhaus | Dreigeschossiger giebelständiger Eckbau mit Satteldach, Flacherker und fensterlosem Erdgeschoss, 16. Jahrhundert              | D-7-61-000-170 Wikidata | Bürgerhaus |
| Findelgäßchen 8 (Standort) | Bürgerhaus | Stattliches fünfgeschossiges Giebelhaus mit Satteldach, oberstes Geschoss und Giebel verputztes Fachwerk, 16./17. Jahrhundert | D-7-61-000-233 Wikidata | Bürgerhaus |

### G
| Lage                                        | Objekt                    | Beschreibung | Akten-Nr.                | Bild                      |
| ------------------------------------------- | ------------------------- | --- | ------------------------ | ------------------------- |
| Geißgäßchen 3 (Standort)                    | Ehemalige Zinshausanlage  | Zwei dreigeschossige Giebelbauten mit Satteldach und Flacherker an Trauf- und Giebelseite des Eckhauses, durch Laubengang um schmalen Hof verbunden, im Kern 16. Jahrhundert, Erker Anfang 17. Jahrhundert | D-7-61-000-304 Wikidata  | Ehemalige Zinshausanlage  |
| Geißgäßchen 5 (Standort)                    | Ehemaliges Zinshaus       | Dreigeschossiger Traufseitbau mit Satteldach und rückseitigem Laubengang, durch gemauerten Bogen mit Nr. 7 verbunden, im Kern 16. Jahrhundert                                                              | D-7-61-000-305 Wikidata  | Ehemaliges Zinshaus       |
| Geißgäßchen 7 (Standort)                    | Ehemaliges Handwerkerhaus | Dreigeschossiger Traufseitbau mit Satteldach, Flacherker und zwei Zwerchhäusern, um 1550 | D-7-61-000-306 Wikidata  | Ehemaliges Handwerkerhaus |
| Geißgäßchen 7 a (Standort)                  | Kleinhaus                 | Niedriger zweigeschossiger Satteldachbau firstparallel an Nr. 7 angebaut, 16./17. Jahrhundert | D-7-61-000-307 Wikidata  | Kleinhaus                 |
| Geißgäßchen 10, Vorderer Lech 30 (Standort) | Ehemaliges Gerberhaus     | Dreigeschossiger Giebelbau mit Satteldach, 16. Jahrhundert | D-7-61-000-1084 Wikidata | Ehemaliges Gerberhaus     |

### H
| Lage                                                                     | Objekt                                | Beschreibung | Akten-Nr.                | Bild                      |
| ------------------------------------------------------------------------ | ------------------------------------- | --- | ------------------------ | ------------------------- |
| Hardergäßle 3 (Standort)                                                 | Bürgerhaus                            | Dreigeschossiger Traufseitbau mit Satteldach und seitlichem Überschutz, im Kern 16. Jahrhundert, im 19. Jahrhundert verändert | D-7-61-000-358 Wikidata  | Bürgerhaus                |
| Heilig-Grab-Gasse 1, Heilig-Grab-Gasse 3, Maximilianstraße 67 (Standort) | Ehemaliges reichsstädtisches Kaufhaus | Langgestreckter dreigeschossiger Traufseitbau mit Satteldach und geschweiftem Giebel zur Maximilianstraße, von Elias Holl unter Verwendung eines Planes von Matthias Kager, 1611, Giebel wohl um 1700 | D-7-61-000-368 Wikidata  | weitere Bilder            |
| Heilig-Grab-Gasse 4 (Standort)                                           | Bürgerhaus                            | Dreigeschossiges giebelständiges Eckhaus mit anschließendem viergeschossigem Traufseitbau, Flacherker und Aufzugsgiebel nach Osten, im Kern 16./17. Jahrhundert, äußere Erscheinung 19. Jahrhundert | D-7-61-000-369 Wikidata  | Bürgerhaus                |
| Hinterer Lech 2 (Standort)                                               | Bürgerhaus                            | Zweigeschossiger Traufseitbau mit Satteldach, Giebel und Torbogen zum Schleifergäßchen, 16. Jahrhundert | D-7-61-000-407 Wikidata  | Bürgerhaus                |
| Hinterer Lech 3 (Standort)                                               | Ehemaliges Handwerkerhaus             | Dreigeschossiger Giebelbau mit Satteldach und tiefliegendem Erdgeschoss, 16. Jahrhundert, Umbau 18. Jahrhundert | D-7-61-000-408 Wikidata  | Ehemaliges Handwerkerhaus |
| Hinterer Lech 5 (Standort)                                               | Ehemaliges Handwerkerhaus             | Zweigeschossiger Giebelbau mit Mansarddach und tiefliegendem Erdgeschoss, 16. Jahrhundert | D-7-61-000-409 Wikidata  | Ehemaliges Handwerkerhaus |
| Hinterer Lech 7 (Standort)                                               | Bürgerhaus                            | Dreigeschossiger Giebelbau mit Satteldach, eingeschossigem Flacherker und hohem Türausschnitt mit Barocktür, im Kern 16. Jahrhundert | D-7-61-000-410 Wikidata  | Bürgerhaus                |
| Hinterer Lech 11 (Standort)                                              | Bürgerhaus                            | Dreigeschossiger Giebelbau mit Satteldach und Türe mit geschwungenem Oberlichtfenster, 16. Jahrhundert, Türe 17. Jahrhundert | D-7-61-000-412 Wikidata  | Bürgerhaus                |
| Hinterer Lech 11 a (Standort)                                            | Wohnhaus                              | Dreigeschossiger Eckbau über L-förmigem Grundriss mit abgewalmtem Satteldach, 18. Jahrhundert | D-7-61-000-1240 Wikidata | Wohnhaus                  |
| Hinterer Lech 12 (Standort)                                              | Bürgerhaus                            | Breitgelagerter dreigeschossiger Giebelbau mit Satteldach, asymmetrischer Fensteranordnung und Kranbalken, 16. Jahrhundert | D-7-61-000-413 Wikidata  | Bürgerhaus                |
| Hinterer Lech 33 (Standort)                                              | Bürgerhaus                            | Zweigeschossiges, giebelständiges Doppelhaus mit Satteldach und doppeltem Eingang in der Mittelachse, 16. Jahrhundert | D-7-61-000-414 Wikidata  | Bürgerhaus                |
| Hinterer Lech 42 (Standort)                                              | Werkstätte                            | Erdgeschossiger Giebelbau mit Mansarddach, im Kern 16./17. Jahrhundert | D-7-61-000-415 Wikidata  | Werkstätte                |
| Hunoldsberg 5 (Standort)                                                 | Bürgerhaus                            | Dreigeschossiger Eckbau mit Satteldach, zwei polygonalen Eckerkern und Wellengiebel, zur Wintergasse hin kleinteiliger Wellengiebel, in der Gabelung zum Hunoldsgraben etwas erhöht gelegen, im Kern 15./16. Jahrhundert | D-7-61-000-444 Wikidata  | Bürgerhaus                |
| Hunoldsberg 6 (Standort)                                                 | Bürgerhaus                            | Dreigeschossiger Eckbau mit Satteldach und zwei Flacherkern auf profilierten Konsolen, 16./17. Jahrhundert | D-7-61-000-445 Wikidata  | Bürgerhaus                |
| Hunoldsgraben 16 (Standort)                                              | Bürgerhaus                            | Schmaler, fünfgeschossiger Giebelbau mit Satteldach, 16./17. Jahrhundert | D-7-61-000-447 Wikidata  | Bürgerhaus                |
| Hunoldsgraben 21 (Standort)                                              | Bürgerhaus                            | Zweigeschossiger Traufseitbau mit Satteldach, im Kern wohl 15./16. Jahrhundert | D-7-61-000-449 Wikidata  | Bürgerhaus                |
| Hunoldsgraben 24 (Standort)                                              | Bürgerhaus                            | Viergeschossiger Giebelbau mit Satteldach, 16. Jahrhundert | D-7-61-000-450 Wikidata  | Bürgerhaus                |
| Hunoldsgraben 25 (Standort)                                              | Bürgerhaus                            | Zweigeschossiger Traufseitbau mit Satteldach und Tordurchfahrt, 17. Jahrhundert | D-7-61-000-451 Wikidata  | Bürgerhaus                |
| Hunoldsgraben 26 (Standort)                                              | Bürgerhaus                            | Zweigeschossiger Traufseitbau mit Satteldach und Giebel zum Judenberg, 16. Jahrhundert | D-7-61-000-452 Wikidata  | Bürgerhaus                |
| Hunoldsgraben 31 und 31 a (Standort)                                     | Bürgerhaus                            | Dreigeschossiger Traufseitbau mit nach Osten abgeschlepptem Satteldach, Flacherker und halbem Aufzugsgiebel, Mitte 16. Jahrhundert, im 18. Jahrhundert verändert und erweitert Ehemaliges Handwerkerhaus, zweigeschossiges Rückgebäude mit Satteldach, 16. Jahrhundert Mauerzug, mit segmentbogigen Nischen, wohl gleichzeitig | D-7-61-000-453 Wikidata  | Bürgerhaus                |
| Hunoldsgraben 33 (Standort)                                              | Ehemaliges Handwerkerhaus             | Dreigeschossiger Traufseitbau mit Satteldach, tiefliegendem Erdgeschoss und Flacherker, 16. Jahrhundert Rückgebäude, zweigeschossiger Satteldachbau, im Kern 16. Jahrhundert | D-7-61-000-454 Wikidata  | Ehemaliges Handwerkerhaus |
| Hunoldsgraben 35 (Standort)                                              | Bürgerhaus                            | Dreigeschossiger Traufseitbau mit Satteldach, Flacherker und Lastenaufzug im Dachgeschoss, mit nördlicher und südlicher Abseite und zweigeschossigem Rückgebäude mit Satteldach, 16./17. Jahrhundert | D-7-61-000-455 Wikidata  | Bürgerhaus                |
| Hunoldsgraben 36 (Standort)                                              | Bürgerhaus                            | Dreigeschossiger giebelständiger Mansarddachbau, im Kern 16./17. Jahrhundert, äußere Erscheinung 18. Jahrhundert | D-7-61-000-456 Wikidata  | Bürgerhaus                |
| Hunoldsgraben 38 (Standort)                                              | Bürgerhaus                            | Dreigeschossiger Giebelbau mit Satteldach und Flacherker, 16./17. Jahrhundert, Fassade später | D-7-61-000-457 Wikidata  | Bürgerhaus                |
| Hunoldsgraben 39 (Standort)                                              | Bürgerhaus                            | Zweigeschossiger Eckbau mit Satteldach, kleinteiligem Stufengiebel und Flacherker, im Kern 15./16. Jahrhundert | D-7-61-000-458 Wikidata  | Bürgerhaus                |
| Hunoldsgraben 52 (Standort)                                              | Bürgerhaus                            | Dreigeschossiger Giebelbau mit Satteldach und Flacherker, 16. Jahrhundert | D-7-61-000-459 Wikidata  | Bürgerhaus                |
| Hunoldsgraben 54 (Standort)                                              | Bürgerhaus                            | Viergeschossiger Walmdachbau mit flachem Abschluss und nördlichem Halbgiebel, Abseite zur Dominikanergasse 11 von Johannes Holl, 16./17. Jahrhundert | D-7-61-000-460 Wikidata  | Bürgerhaus                |

### J
| Lage                    | Objekt                                            | Beschreibung | Akten-Nr.               | Bild           |
| ----------------------- | ------------------------------------------------- | --- | ----------------------- | -------------- |
| Judenberg 2 (Standort)  | Ehemaliges Bürgerhaus, später Filmtheater Capitol | Drei- bzw. viergeschossiger Eckbau mit Satteldach und Giebelfassade zur Maximilianstraße, im Kern 16./17. Jahrhundert, Fassade mehrfach umgestaltet, zuletzt durch Paul Gerne um 1920/25 | D-7-61-000-504 Wikidata | weitere Bilder |
| Judenberg 5 (Standort)  | Bürgerhaus                                        | Dreigeschossiger giebelständiger Bau mit Mansarddach, 16./17. Jahrhundert, später verändert                                                                                              | D-7-61-000-505 Wikidata | Bürgerhaus     |
| Judenberg 10 (Standort) | Bürgerhaus                                        | Schmaler, fünfgeschossiger Bau mit Volutengiebel, 17. Jahrhundert | D-7-61-000-508 Wikidata | Bürgerhaus     |
| Judenberg 11 (Standort) | Bürgerhaus                                        | Dreigeschossiger giebelständiger Mansarddachbau, 16./17. Jahrhundert, zur Hälfte von Nr. 13 überschnitten                                                                                | D-7-61-000-509 Wikidata | Bürgerhaus     |
| Judenberg 13 (Standort) | Bürgerhaus                                        | Fünfgeschossiger Giebelbau mit Satteldach und polygonalem Eckerker, im Kern 16./17. Jahrhundert                                                                                          | D-7-61-000-510 Wikidata | Bürgerhaus     |

### K
| Lage                        | Objekt                                                        | Beschreibung | Akten-Nr.                | Bild                                                          |
| --------------------------- | ------------------------------------------------------------- | --- | ------------------------ | ------------------------------------------------------------- |
| Kaffeegäßchen 2 (Standort)  | Bürgerhaus                                                    | Viergeschossiger Giebelbau mit Satteldach und Flacherker, im Kern 16./17. Jahrhundert, äußere Erscheinung 18./19. Jahrhundert | D-7-61-000-511 Wikidata  | Bürgerhaus                                                    |
| Kaffeegäßchen 4 (Standort)  | Bürgerhaus                                                    | Dreigeschossiger Giebelbau mit Satteldach und Flacherker, 16./17. Jahrhundert | D-7-61-000-512           | Bürgerhaus                                                    |
| Kirchgasse 1 (Standort)     | Mietshaus                                                     | Dreigeschossiges Eckhaus mit vier Giebeln, zwei Flacherkern und rundem Eckerker mit Turmhaube, wohl aus insgesamt sechs Giebelhäusern des 16./17. Jahrhunderts entstanden, Fassaden um 1900                                                 | D-7-61-000-544 Wikidata  | Mietshaus                                                     |
| Kirchgasse 5 (Standort)     | Ehemaliges Zinslehenshaus                                     | Dreigeschossiger Giebelbau mit Satteldach und hofseitig einläufiger Außentreppe, im Kern 16. Jahrhundert | D-7-61-000-545 Wikidata  | Ehemaliges Zinslehenshaus                                     |
| Kirchgasse 8 (Standort)     | Gruppe von Wohn- und Handwerkerhäusern                        | Vorderhaus, zweigeschossiger giebelständiger Holzständerbau mit Satteldach, im Kern 1385 und 1413 (dendro.dat.), 16. Jahrhundert Rückgebäude, im Winkel angelegte zweigeschossige Satteldachbauten zum Teil mit Überschutz, 16. Jahrhundert | D-7-61-000-546 Wikidata  | Gruppe von Wohn- und Handwerkerhäusern                        |
| Kirchgasse 10 (Standort)    | Teile des ehemaligen Wirtschaftshofes von St. Ulrich und Afra | Breiter zweigeschossiger Giebelbau mit Satteldach und zentraler korbbogiger Durchfahrt, westlich anschließend schmale Abseite, 17./18. Jahrhundert, stark verändert                                                                         | D-7-61-000-547 Wikidata  | Teile des ehemaligen Wirtschaftshofes von St. Ulrich und Afra |
| Kirchgasse 13 (Standort)    | Bürgerhaus                                                    | Dreigeschossiger Traufseitbau, im Kern 16. Jahrhundert, in der ersten Hälfte 19. Jahrhundert umgestaltet und straßenseits aufgestockt | D-7-61-000-1177 Wikidata | Bürgerhaus                                                    |
| Kirchgasse 18 (Standort)    | Ehemaliger Handwerkerhaus                                     | Dreigeschossiger giebelständiger Mansarddachbau, im Kern 16. Jahrhundert | D-7-61-000-550 Wikidata  | Ehemaliger Handwerkerhaus                                     |
| Kirchgasse 19 (Standort)    | Bürgerhaus                                                    | Dreigeschossiger Giebelbau mit Satteldach, 16./17. Jahrhundert | D-7-61-000-551 Wikidata  | Bürgerhaus                                                    |
| Kirchgasse 21 (Standort)    | Bürgerhaus                                                    | Dreigeschossiger Giebelbau mit Satteldach, 16./17. Jahrhundert | D-7-61-000-1440 Wikidata | Bürgerhaus                                                    |
| Kirchgasse 24 (Standort)    | Bürgerhaus                                                    | Dreigeschossiger Traufseitbau mit im Südwesten abgeschlepptem Satteldach und seitlichem Aufzugsgiebel, im Kern wohl Ende 16. Jahrhundert | D-7-61-000-552 Wikidata  | Bürgerhaus                                                    |
| Kirchgasse 26 (Standort)    | Bürgerhaus                                                    | Dreigeschossiger Traufseitbau mit Giebel zur Spitalgasse, Satteldach und polygonalem Eckerker, im Kern 16./17. Jahrhundert | D-7-61-000-553 Wikidata  | Bürgerhaus                                                    |
| Kuttlergäßchen 1 (Standort) | Bürgerhaus                                                    | Dreigeschossiger traufständiger Satteldachbau mit zwei Aufzugsöffnungen im Giebel, 16./17. Jahrhundert | D-7-61-000-602 Wikidata  | Bürgerhaus                                                    |

### M
| Lage                                                  | Objekt                                                         | Beschreibung | Akten-Nr.                | Bild                                                           |
| ----------------------------------------------------- | -------------------------------------------------------------- | --- | ------------------------ | -------------------------------------------------------------- |
| Maximilianstraße, Nähe Maximilianstraße 65 (Standort) | Herkulesbrunnen                                                | Von Adriaen de Vries modelliert, Guss von Wolfgang Neidhard, 1596–1602, der Brunnenpfeiler 1826 erneuert, Abgüsse, die Originalbronzen im Maximilianmuseum | D-7-61-000-650 Wikidata  | weitere Bilder                                                 |
| Maximilianstraße, Nähe Maximilianstraße 29 (Standort) | Merkurbrunnen                                                  | Modell von Adriaen de Vries, gegossen von Wolfgang Neidhard, 1599 vollendet, 1752 Pfeiler erneuert, Abgüsse, die Originalbronzen im Maximilianmuseum | D-7-61-000-640 Wikidata  | weitere Bilder                                                 |
| Maximilianstraße 27 (Standort)                        | Bürgerhaus                                                     | Viergeschossiger Giebelbau mit Satteldach, Rückfront am Judenberg sechsgeschossig mit Stufengiebel, neubarocke Schweifgiebel-Fassade, um 1900, im Kern älter | D-7-61-000-641 Wikidata  | Bürgerhaus                                                     |
| Maximilianstraße 29 (Standort)                        | Bürgerhaus                                                     | Viergeschossiger Giebelbau mit Satteldach, geschwungenem Giebel mit Dreieckaufsatz und Erker im ersten Obergeschoss, Rückfront am Judenberg mit Stufengiebel, Fassade um 1900 verändert, im Kern älter | D-7-61-000-642 Wikidata  | Bürgerhaus                                                     |
| Maximilianstraße 31 (Standort)                        | Bürgerhaus                                                     | Viergeschossiger Giebelbau mit Mansarddach, geschwungenem Giebel, Ladeluke und Kranbalken, Giebel des 18. Jahrhunderts, Fassade um 1900 verändert, Kernbau wohl 16./17. Jahrhundert | D-7-61-000-643 Wikidata  | Bürgerhaus                                                     |
| Maximilianstraße 33 (Standort)                        | Bürgerhaus                                                     | Viergeschossiger Giebelbau mit Satteldach, Zinnengiebel und neugotischer Fassadendekoration, im Kern wohl 16. Jahrhundert | D-7-61-000-644 Wikidata  | Bürgerhaus                                                     |
| Maximilianstraße 35, Maximilianstraße 37 (Standort)   | Ehemaliges Bürgerhaus                                          | Viergeschossiger Traufseitbau mit Mezzanin und Säulenhalle im Erdgeschoss, im Kern um 1570, Fassade 1909, erneuert 1978 | D-7-61-000-1266 Wikidata | weitere Bilder                                                 |
| Maximilianstraße 39 (Standort)                        | Bürgerhaus                                                     | Dreigeschossiger Traufseitbau mit Satteldach und Flacherker, Arkadenwand im Hof, Abseiten, 1598/99 von Elias Holl umgebaut, im Kern älter, Veränderungen im 18. Jahrhundert | D-7-61-000-646 Wikidata  | Bürgerhaus                                                     |
| Maximilianstraße 43 (Standort)                        | Bürgerhaus                                                     | Viergeschossiger Traufseitbau mit Flacherker, im Kern 17. Jahrhundert, oberste Geschosse und Inneres 1947 völlig erneuert | D-7-61-000-648 Wikidata  | Bürgerhaus                                                     |
| Maximilianstraße 47 (Standort)                        | Bürgerhaus                                                     | Fünfgeschossiger Traufseitbau mit Satteldach und hohem Flacherker an der Straßen- und Rückfront, im Kern 17. Jahrhundert | D-7-61-000-651 Wikidata  | Bürgerhaus                                                     |
| Maximilianstraße 51 (Standort)                        | Bürgerhaus, sog. Roeck-Haus                                    | Dreigeschossiger Traufseitbau mit Mansarddach und Rokokofassade, Rückfront zur Wintergasse bezeichnet „1770“, von Johann Martin Pentenrieder, 1768/70, mit Ausstattung Brunnen, bezeichnet „1730“, im Innenhof | D-7-61-000-655 Wikidata  | weitere Bilder                                                 |
| Maximilianstraße 53, Wintergasse 14 (Standort)        | Bürgerhaus                                                     | Viergeschossiger Eckbau mit Satteldach und Balustraden-Abschluss zur Maximilianstraße, im Kern 16./17. Jahrhundert, Fassaden später verändert, Hauptfront zur Maximilianstraße | D-7-61-000-657 Wikidata  | Bürgerhaus                                                     |
| Maximilianstraße 57 (Standort)                        | Ehemaliges Bürgerhaus                                          | Viergeschossiger Traufseitbau mit Abseiten, weitgehend erneuert, vom ursprünglichen Bau Teile von Erdgeschossgewölben und Reste von Fresken erhalten, 16./17. Jahrhundert, zugehörig Dominikanergasse 4 | D-7-61-000-660 Wikidata  | Ehemaliges Bürgerhaus                                          |
| Maximilianstraße 59 (Standort)                        | Ehemaliges Bürgerhaus, jetzt Hochschule für Musik              | Dreigeschossiger Traufseitbau mit Satteldach und zwei Flacherkern, im Kern 16. Jahrhundert, äußere Erscheinung Ende 18. Jahrhundert Hofbrunnen, Gusseisen, bezeichnet „1734“ | D-7-61-000-662 Wikidata  | weitere Bilder                                                 |
| Maximilianstraße 65 (Standort)                        | Bürgerhaus                                                     | Dreigeschossiger Traufseitbau mit Satteldach und klassizistischer Fassade, im Kern wohl 17. Jahrhundert Brunnen, Gusseisen, 1737 | D-7-61-000-663 Wikidata  | weitere Bilder                                                 |
| Maximilianstraße 69 (Standort)                        | Ehemaliges Bürgerhaus, jetzt Standesamt                        | Dreigeschossiges Eckhaus mit Walmdach und polygonalem Eckerker, im Kern 16./17. Jahrhundert, Fassade Anfang 19. Jahrhundert verändert | D-7-61-000-666 Wikidata  | weitere Bilder                                                 |
| Maximilianstraße 71 (Standort)                        | Bürgerhaus                                                     | Dreigeschossiger großer Giebelbau mit Satteldach, von Hans Holl, 1569, Fassade später verändert | D-7-61-000-667 Wikidata  | Bürgerhaus                                                     |
| Maximilianstraße 73, Maximilianstraße 75 (Standort)   | Gewölbekeller                                                  | 16./17. Jahrhundert | D-7-61-000-668 Wikidata  | weitere Bilder                                                 |
| Maximilianstraße 77 (Standort)                        | Bürgerhaus                                                     | Viergeschossiger Traufseitbau mit Satteldach und Flacherker, im Kern 16./17. Jahrhundert, Fassade später verändert | D-7-61-000-669 Wikidata  | Bürgerhaus                                                     |
| Maximilianstraße 79 (Standort)                        | Bürgerhaus                                                     | Dreigeschossiger Traufseitbau mit Satteldach und Korbbogenportal, 1599/1600 von Elias Holl umgebaut, Westfassade im 19. Jahrhundert verändert, Rückfront zum Afrawald mit Flacherker, 19. Jahrhundert | D-7-61-000-670 Wikidata  | Bürgerhaus                                                     |
| Maximilianstraße 81 (Standort)                        | Bürgerhaus                                                     | Viergeschossiger Traufseitbau mit Satteldach und Flacherker, Innenhof und Rückgebäude gegen Afrawald, im Kern 16. Jahrhundert, Westfassade im 19. Jahrhundert verändert Brunnenanlage, Blendarkade mit Kupferbild und darüber Poseidonfigur, um 1630 | D-7-61-000-671 Wikidata  | Bürgerhaus                                                     |
| Maximilianstraße 83 (Standort)                        | Ehemaliges Palais Montgelas, sogenanntes Stiermannhaus         | Viergeschossiger Traufseitbau mit Satteldach und Flacherker, im Kern um 1485, Veränderung um 1700, Westfassade im 19. Jahrhundert und in jüngster Zeit verändert, Rückseite gegen Afrawald, mit Ausstattung | D-7-61-000-672 Wikidata  | Ehemaliges Palais Montgelas, sogenanntes Stiermannhaus         |
| Maximilianstraße 85 (Standort)                        | Bürgerhaus                                                     | Dreigeschossiger Traufseitbau mit Satteldach und Flacherker, mit spätgotischer Holzdecke, Rückseite zum Afrawald als Halbgiebelhaus mit Flacherker auf profilierter Konsole, im Kern 16. Jahrhundert, Veränderungen im 18. Jahrhundert, Westfassade im 19. Jahrhundert verändert | D-7-61-000-673 Wikidata  | Bürgerhaus                                                     |
| Maximilianstraße 87 (Standort)                        | Bürgerhaus                                                     | Viergeschossiger Traufseitbau mit Satteldach mit Flacherker, Rückseite gegen Afrawald, im Kern zweite Hälfte 16. Jahrhundert, Veränderung um 1740, Fassade um 1760 | D-7-61-000-674 Wikidata  | weitere Bilder                                                 |
| Maximilianstraße 89 (Standort)                        | Bürgerhaus                                                     | Dreigeschossiger Traufseitbau mit Satteldach und Erker, Fassade spätklassizistisch, Rückseite gegen Afrawald, im Kern 16./17. Jahrhundert | D-7-61-000-675 Wikidata  | weitere Bilder                                                 |
| Metzgplatz (Standort)                                 | Georgsbrunnen                                                  | Bronzefigur des heiligen Georg, 1565, 1833–1945 bereits an dieser Stelle, bis 1992 vor der Jakobskirche aufgestellt | D-7-61-000-151 Wikidata  | Georgsbrunnen                                                  |
| Milchberg 7 (Standort)                                | Bürgerhaus                                                     | Zweigeschossiger breitgelagerter Giebelbau mit Satteldach, Flacherker und waagrechten Putzbändern, 16. Jahrhundert | D-7-61-000-680 Wikidata  | Bürgerhaus                                                     |
| Milchberg 14 (Standort)                               | Bürgerhaus                                                     | Dreigeschossiger Giebelbau mit Satteldach, im Kern 16./17. Jahrhundert, Fassade später verändert | D-7-61-000-681 Wikidata  | Bürgerhaus                                                     |
| Milchberg 16 (Standort)                               | Alte Schmiede                                                  | Gebäudegruppe aus zweigeschossigen traufständigen Satteldachbauten, östlicher Anbau mit polygonalem Eckerker auf profilierter Konsole, östlicher Anbau 1466 (dendro.dat.), 16./17. Jahrhundert, Baugruppe zusammen mit Zwerchgasse 2 | D-7-61-000-682 Wikidata  | weitere Bilder                                                 |
| Milchberg 17 (Standort)                               | Bürgerhaus                                                     | Gebäudegruppe aus zwei dreigeschossigen Traufseitbauten mit Satteldach, im Kern 16./17. Jahrhundert | D-7-61-000-683 Wikidata  | Bürgerhaus                                                     |
| Milchberg 18 (Standort)                               | Bürgerhaus                                                     | Viergeschossiger Eckbau mit Satteldach, polygonalem Eckerker und barockem Giebel zur Zwerchgasse, im Kern 16./17. Jahrhundert | D-7-61-000-684 Wikidata  | weitere Bilder                                                 |
| Milchberg 19 (Standort)                               | Bürgerhaus                                                     | Dreigeschossiger Traufseitbau mit Satteldach, 16./17. Jahrhundert | D-7-61-000-685           | Bürgerhaus                                                     |
| Milchberg 20 (Standort)                               | Bürgerhaus                                                     | Viergeschossiger Traufseitbau mit gequetschten Ochsenaugen unter der Traufe, im Kern 16./17. Jahrhundert, Umbau nach 1750 (dendrochronologisch datiert) | D-7-61-000-686 Wikidata  | Bürgerhaus                                                     |
| Milchberg 22 (Standort)                               | Bürgerhaus                                                     | Dreigeschossiger Giebelbau mit Satteldach und korbbogiger Tordurchfahrt, im Kern 16. Jahrhundert, Fassade später verändert | D-7-61-000-687 Wikidata  | weitere Bilder                                                 |
| Mittlerer Lech 2 (Standort)                           | Ehemaliges Ganthaus, jetzt Wohn- und Geschäftshaus             | Dreigeschossiger Satteldachbau mit neugotischem Giebel und Dachgauben mit zinnenförmigen Giebeln, im Kern auf den Bau Elias Holls von 1604 zurückgehend, äußere Erscheinung um 1850, Ladeneinbauten 1881 | D-7-61-000-699 Wikidata  | Ehemaliges Ganthaus, jetzt Wohn- und Geschäftshaus             |
| Mittlerer Lech 5 (Standort)                           | Ehemalige Jakobspfründe, jetzt Paritätische St. Jakobsstiftung | Altersheim, dreigeschossiger Satteldachbau mit drei zwei- bzw. dreigeschossigen Flügelbauten an der Westseite, unter Einbeziehung von Teilen des Barfüßerklosters gebaut, von Zimprecht Maier und Mathäus Bazenhofer, 1536–1543, 1944 teilweise ausgebrannt, erweiterter Wiederaufbau, mit Ausstattung Sogenannte Hofhäuser, zweigeschossiger L-förmiger Walmdachbau im Südwesten, zum Schleifergäßchen und Mittleren Lech ausgerichtet, 1733 Hofbrunnen, 1742 | D-7-61-000-700 Wikidata  | Ehemalige Jakobspfründe, jetzt Paritätische St. Jakobsstiftung |
| Mittlerer Lech 7 (Standort)                           | Ehemaliges Gasthaus zum Grauen Adler                           | Dreigeschossiges giebelständiges Eckhaus mit Mansarddach und geschweiftem Giebel, durch kräftige Gesimse mit dem anschließenden Traufenhaus zusammengefasst, 18. Jahrhundert, im Kern wohl älter | D-7-61-000-701 Wikidata  | Ehemaliges Gasthaus zum Grauen Adler                           |
| Mittlerer Lech 9 (Standort)                           | Bürgerhaus                                                     | Dreigeschossiger Giebelbau mit Satteldach und Flacherker, 16. Jahrhundert | D-7-61-000-702           | Bürgerhaus                                                     |
| Mittlerer Lech 13 (Standort)                          | Bürgerhaus                                                     | Zweigeschossiger Giebelbau mit Mansarddach, erste Hälfte 18. Jahrhundert | D-7-61-000-1439 Wikidata | Bürgerhaus                                                     |
| Mittlerer Lech 14 (Standort)                          | Bürgerhaus                                                     | Fünfgeschossiger Bau mit Pultdach, im Kern 16./17. Jahrhundert | D-7-61-000-704 Wikidata  | Bürgerhaus                                                     |
| Mittlerer Lech 15 (Standort)                          | Ehemalige Münze                                                | Zweigeschossiger giebelständiger Bau mit Flacherker und Mansarddach mit Schopf, im Kern auf den Bau Elias Holls von 1612 zurückgehend, später verändert | D-7-61-000-703 Wikidata  | Ehemalige Münze                                                |
| Mittlerer Lech 16 (Standort)                          | Bürgerhaus                                                     | Viergeschossiger Traufseitbau mit Satteldach und kleinteiligem Stufengiebel, 16. Jahrhundert | D-7-61-000-705 Wikidata  | Bürgerhaus                                                     |
| Mittlerer Lech 39 (Standort)                          | Bürgerhaus                                                     | Viergeschossiger Giebelbau mit Satteldach, tiefliegendem Erdgeschoss und Flacherker auf profilierter Konsole, im Kern 16. Jahrhundert | D-7-61-000-708 Wikidata  | Bürgerhaus                                                     |
| Mittlerer Lech 45 (Standort)                          | Bürgerhaus                                                     | Dreigeschossiger Giebelbau mit Satteldach und Flacherker, im Kern 16. Jahrhundert | D-7-61-000-709 Wikidata  | Bürgerhaus                                                     |
| Mittlerer Lech 47 (Standort)                          | Bürgerhäuser                                                   | Gebäudekomplex aus dreigeschossigem Giebelbau und viergeschossigem Traufseitbau mit Satteldach, rückwärtige Anbauten, im Kern 16. Jahrhundert | D-7-61-000-710 Wikidata  | Bürgerhäuser                                                   |
| Mittlerer Lech 48 (Standort)                          | Ehemaliges Färber- und Gerberhaus                              | Dreigeschossiger Traufseitbau mit Zwerchgiebel, korbbogiger Tordurchfahrt und nördlicher Abseite mit hohem Holzaufbau als Trockenboden, im Kern zweite Hälfte 16. Jahrhundert, Abseite 1558 (dendrochronologisch datiert), Veränderungen 17. Jahrhundert, letztes Beispiel dieser Art in Augsburg | D-7-61-000-711 Wikidata  | Ehemaliges Färber- und Gerberhaus                              |
| Mittlerer Lech 50 (Standort)                          | Bürgerhaus                                                     | Dreigeschossiger Traufseitbau mit Satteldach, waagrecht profiliertem Giebel und rückwärtiger Abseite, 16./17. Jahrhundert | D-7-61-000-712 Wikidata  | Bürgerhaus                                                     |
| Mittlerer Lech 52 (Standort)                          | Bürgerhaus                                                     | Zweigeschossiger Traufseitbau mit Satteldach, tiefliegendem Erdgeschoss und seitlichem Aufzugsgiebel, zweite Hälfte 16. Jahrhundert | D-7-61-000-713 Wikidata  | Bürgerhaus                                                     |
| Mittlerer Lech 53 (Standort)                          | Bürgerhaus                                                     | Dreigeschossiger Giebelbau mit Mansarddach, im Kern 16./17. Jahrhundert, 1999–2000 durch Umbauten im historischen Ausstattungsbestand weitgehend reduziert | D-7-61-000-714 Wikidata  | Bürgerhaus                                                     |

### N
| Lage                    | Objekt     | Beschreibung | Akten-Nr.               | Bild       |
| ----------------------- | ---------- | --- | ----------------------- | ---------- |
| Neuer Gang 6 (Standort) | Bürgerhaus | Langgestreckter drei- bzw. zweigeschossiger giebelständiger Satteldachbau, an die Stadtmauer angebaut, im Kern 16. Jahrhundert | D-7-61-000-741 Wikidata | Bürgerhaus |

### O
| Lage                       | Objekt                                                                         | Beschreibung | Akten-Nr.               | Bild                                                                           |
| -------------------------- | ------------------------------------------------------------------------------ | --- | ----------------------- | ------------------------------------------------------------------------------ |
| Oberer Graben 8 (Standort) | Ehemalige Jakobspfründe, jetzt Altersheim der Paritätischen St. Jakobsstiftung | Viergeschossiger Mansarddachbau mit südöstlichem Runderker und flachem Mittelrisalit mit geschwungenem Giebel, neubarocker Erweiterungsbau, 1899, vgl. Mittlerer Lech 5 | D-7-61-000-750 Wikidata | Ehemalige Jakobspfründe, jetzt Altersheim der Paritätischen St. Jakobsstiftung |

### P
| Lage                              | Objekt                              | Beschreibung | Akten-Nr.                | Bild                                |
| --------------------------------- | ----------------------------------- | --- | ------------------------ | ----------------------------------- |
| Peter-Kötzer-Gasse 5 a (Standort) | Wohnhaus                            | Zweigeschossiger Giebelbau mit Satteldach und zwei nebeneinander liegenden Eingängen, dreigeschossiger Seitenflügel mit Überschutz, 16. Jahrhundert | D-7-61-000-1246 Wikidata | Wohnhaus                            |
| Pfladergasse 2 (Standort)         | Bürgerhaus                          | Viergeschossiger giebelständiger Eckbau mit Satteldach, Flacherker und polygonalem Eckerker, 16. Jahrhundert | D-7-61-000-785 Wikidata  | Bürgerhaus                          |
| Pfladergasse 4 (Standort)         | Bürgerhaus                          | Fünfgeschossiger Giebelbau mit Satteldach und seitlich anschließendem dreigeschossigem Traufseitbau mit Flacherker, 16. Jahrhundert | D-7-61-000-786 Wikidata  | Bürgerhaus                          |
| Pfladergasse 5 (Standort)         | Bürgerhaus                          | Viergeschossiger Giebelbau mit Satteldach und asymmetrischer Fensteraufteilung, 16. Jahrhundert | D-7-61-000-787 Wikidata  | Bürgerhaus                          |
| Pfladergasse 6 (Standort)         | Bürgerhaus                          | Viergeschossiger einhüftiger Giebelbau mit angeschlossenem einachsigem Traufseitbau mit barocker Sterntür, 16. Jahrhundert | D-7-61-000-788 Wikidata  | Bürgerhaus                          |
| Pfladergasse 8 (Standort)         | Bürgerhaus                          | Viergeschossiger Giebelbau mit Satteldach, hohem Flacherker und asymmetrischer Fassadenaufteilung, 16. Jahrhundert | D-7-61-000-789 Wikidata  | Bürgerhaus                          |
| Pfladergasse 10 (Standort)        | Handwerkerhaus, Alte Silberschmiede | Dreigeschossiger, horizontal gegliederter Giebelbau mit Satteldach, korbbogigem Eingangstor und hölzernem Außenaufgang, im tiefliegenden Erdgeschoss zwischen 1640 und 1920 Goldschmiedewerkstatt, 15./16. Jahrhundert Gartenhaus, barocker Satteldachbau mit zwei offenen Arkaden, wohl 18. Jahrhundert | D-7-61-000-790 Wikidata  | Handwerkerhaus, Alte Silberschmiede |
| Pfladergasse 16 (Standort)        | Bürgerhaus                          | Dreigeschossiger Traufseitbau mit korbbogiger Tordurchfahrt, 16./17. Jahrhundert | D-7-61-000-792 Wikidata  | Bürgerhaus                          |
| Pfladergasse 18 (Standort)        | Bürgerhaus                          | Dreigeschossiger Giebelbau mit Satteldach, geknickter Fassade und rückwärtigem Halbgiebel, 16. Jahrhundert | D-7-61-000-793 Wikidata  | Bürgerhaus                          |
| Pfladergasse 20 (Standort)        | Bürgerhaus                          | Dreigeschossiges Eckhaus mit Satteldach und Giebel zur Weißen Gasse, im Kern 16./17. Jahrhundert | D-7-61-000-794 Wikidata  | Bürgerhaus                          |
| Predigerberg 14 (Standort)        | Bürgerhaus                          | Dreigeschossiger Giebelbau mit Satteldach und Firstsäule, im Kern 16. Jahrhundert, Fassade im 17./18. Jahrhundert leicht verändert, Ladeneinbau Ende 19. Jahrhundert | D-7-61-000-811 Wikidata  | Bürgerhaus                          |

### S
| Lage                                                                                          | Objekt                                                                                | Beschreibung | Akten-Nr.                | Bild                                                                 |
| --------------------------------------------------------------------------------------------- | ------------------------------------------------------------------------------------- | --- | ------------------------ | -------------------------------------------------------------------- |
| Saurengreinswinkel 1 (Standort)                                                               | Bürgerhaus                                                                            | Dreigeschossiges traufständiges Eckhaus mit Satteldach und Flacherker an der Giebelseite, im Kern 16. Jahrhundert | D-7-61-000-858 Wikidata  | Bürgerhaus                                                           |
| Saurengreinswinkel 2 (Standort)                                                               | Bürgerhaus                                                                            | Viergeschossiges Eckhaus mit barockem Schweifgiebel und Flacherker zur Kirchgasse, anschließend dreigeschossiger Traufseitbau, im Kern 16./17. Jahrhundert | D-7-61-000-859 Wikidata  | Bürgerhaus                                                           |
| Saurengreinswinkel 3 (Standort)                                                               | Bürgerhaus                                                                            | Dreigeschossiges traufständiges Eckhaus von einer Achse Tiefe, mit Satteldach, 16./17. Jahrhundert | D-7-61-000-860 Wikidata  | Bürgerhaus                                                           |
| Saurengreinswinkel 4 (Standort)                                                               | Bürgerhaus                                                                            | Dreigeschossiger Giebelbau mit Schleppdach, 16./17. Jahrhundert | D-7-61-000-861 Wikidata  | Bürgerhaus                                                           |
| Saurengreinswinkel 7 (Standort)                                                               | Bürgerhaus                                                                            | Dreigeschossiger Giebelbau mit Satteldach und seitlichem Überschutz, 16. Jahrhundert | D-7-61-000-863 Wikidata  | Bürgerhaus                                                           |
| Saurengreinswinkel 9 (Standort)                                                               | Bürgerhaus                                                                            | Dreigeschossiger Traufseitbau mit südlich angebautem dreigeschossigem Traufenhaus, zum Teil überschneidend, 16. Jahrhundert | D-7-61-000-865 Wikidata  | Bürgerhaus                                                           |
| Saurengreinswinkel 10 (Standort)                                                              | Ehemalige Zinswohnung für Weber                                                       | Zweigeschossiger giebelständiger Satteldachbau mit Hausmadonna der ersten Hälfte 18. Jahrhundert und Überschutz in verputztem Fachwerk auf gemauertem Erdgeschoss, 1558 | D-7-61-000-866 Wikidata  | Ehemalige Zinswohnung für Weber                                      |
| Saurengreinswinkel 12 (Standort)                                                              | Bürgerhaus                                                                            | Dreigeschossiger, an der östlichen Ecke zurückgestaffelter Traufseitbau mit Satteldach, 1544 | D-7-61-000-867 Wikidata  | Bürgerhaus                                                           |
| Schleifergäßchen 4 (Standort)                                                                 | Bürgerhaus                                                                            | Dreigeschossiger Giebelbau mit Satteldach, 16. Jahrhundert | D-7-61-000-895           | Bürgerhaus                                                           |
| Schleifergäßchen 6 (Standort)                                                                 | Bürgerhaus                                                                            | Dreigeschossiger Giebelbau mit Mansarddach, 16. Jahrhundert, Dach 18. Jahrhundert | D-7-61-000-896 Wikidata  | Bürgerhaus                                                           |
| Schleifergäßchen 8 (Standort)                                                                 | Bürgerhaus                                                                            | Viergeschossiger Giebelbau mit Satteldach, 16. Jahrhundert | D-7-61-000-897           | Bürgerhaus                                                           |
| Schlossermauer 11 bis 25 (ungerade) (Standort)                                                | Ehemalige Handwerkerhäuser                                                            | Zusammenhängende Reihe dreigeschossiger Traufseitbauten an die ehemalige Stadtmauer mit Wehrgang angebaut, zumeist über dem Erdgeschoss vorkragend, 1560/63, vgl. Schlossermauer 49 ff | D-7-61-000-900 Wikidata  | Ehemalige Handwerkerhäuser                                           |
| Schlossermauer 28 (Standort)                                                                  | Ehemalige Brauerei, später Wohnhaus                                                   | Dreigeschossiger Traufseitbau mit Satteldach, hohem Erdgeschoss und Tordurchfahrt in der nischenartig ausgetieften, südöstlichen Gebäudeecke, 16. Jahrhundert | D-7-61-000-901 Wikidata  | Ehemalige Brauerei, später Wohnhaus                                  |
| Schlossermauer 30 (Standort)                                                                  | Bürgerhaus                                                                            | Breitgelagerter dreigeschossiger Traufseitbau mit barocker Sterntür und südlicher Abseite, im Kern 1466 (dendrochronologisch datiert), 1739 barock überformt (dendrochronologisch datiert) | D-7-61-000-902 Wikidata  | Bürgerhaus                                                           |
| Schlossermauer 32 (Standort)                                                                  | Bürgerhaus                                                                            | Ursprünglich dreigeschossiger Giebelbau mit Empire-Tür, 16. Jahrhundert | D-7-61-000-903 Wikidata  | Bürgerhaus                                                           |
| Schlossermauer 49 bis 81 (ungerade) (Standort)                                                | Ehemalige Handwerkerhäuser                                                            | Zwei Abschnitte mit jeweils zusammenhängender Reihe dreigeschossiger Traufseitbauten an die ehemalige Stadtmauer mit Wehrgang angebaut, über dem Erdgeschoss vorkragend, 1560/63, siehe auch Schlossermauer 11 ff | D-7-61-000-904 Wikidata  | Ehemalige Handwerkerhäuser                                           |
| Schwibbogengasse 1 (Standort)                                                                 | Bürgerhaus                                                                            | Dreigeschossiges Eckhaus mit Satteldach und giebelseitigem Flacherker, 16./17. Jahrhundert | D-7-61-000-930 Wikidata  | Bürgerhaus                                                           |
| Schwibbogengasse 3 (Standort)                                                                 | Bürgerhaus                                                                            | Traufständiger Satteldachbau mit Figurennische, gegenüber Nr. 1 in der Flucht vorgerückt, 16. Jahrhundert | D-7-61-000-931 Wikidata  | Bürgerhaus                                                           |
| Schwibbogengasse 5 (Standort)                                                                 | Ehemaliges Handwerkerhaus                                                             | Dreigeschossiger Traufseitbau mit Satteldach und tiefliegendem Erdgeschoss, nach Süden Reste einer Arkadenwand, im Kern erste Hälfte 16. Jahrhundert | D-7-61-000-932 Wikidata  | Ehemaliges Handwerkerhaus                                            |
| Schwibbogengasse 25 (Standort)                                                                | Bürgerhaus                                                                            | Dreigeschossiger Giebelbau mit Satteldach, im Kern 16./17. Jahrhundert | D-7-61-000-933 Wikidata  | Bürgerhaus                                                           |
| Schwibbogengasse 27 (Standort)                                                                | Bürgerhaus                                                                            | Breites erdgeschossiges Giebelhaus mit Schopfwalmdach, 16./17. Jahrhundert | D-7-61-000-935 Wikidata  | Bürgerhaus                                                           |
| Schwibbogengasse 27 a (Standort)                                                              | Ehemaliges Handwerkerhaus                                                             | Breiter dreigeschossiger Traufseitbau mit Satteldach und je zwei hohen Zwerchhäusern mit Schweifgiebeln nach Westen und Osten, im Kern um 1550, im 17. Jahrhundert und 18. Jahrhundert verändert | D-7-61-000-934 Wikidata  | Ehemaliges Handwerkerhaus                                            |
| Schwibbogengasse 29 (Standort)                                                                | Bürgerhaus                                                                            | Dreigeschossiger zurückgesetzter Traufseitbau mit Satteldach und steilem zweigeschossigem Aufzugserker an der Fassade zur Schwibbogenmauer, im Kern 16. Jahrhundert, im 17. Jahrhundert verändert Vorderhaus, kleiner zweigeschossiger Satteldachbau mit Ecklisenen, 19. Jahrhundert | D-7-61-000-936 Wikidata  | Bürgerhaus                                                           |
| Schwibbogengasse 31 (Standort)                                                                | Bürgerhaus                                                                            | Dreigeschossiger giebelständiger Satteldachbau, rückwärtige Giebelfront zur Schwibbogenmauer mit flachgedecktem Vorbau, im Kern 16. Jahrhundert, Fassaden 19. Jahrhundert | D-7-61-000-937 Wikidata  | Bürgerhaus                                                           |
| Schwibbogengasse 37 (Standort)                                                                | Ehemaliges Handwerkerhaus                                                             | Zweigeschossiger Eckbau mit Mansardgiebeldach, im Kern 16. Jahrhundert | D-7-61-000-938 Wikidata  | Ehemaliges Handwerkerhaus                                            |
| Spitalgasse 1, Spitalgasse 3, Spitalgasse 5, Spitalgasse 9, Beim Rabenbad 1 und 1a (Standort) | Ehemalige Dominikanerinnenklosterkirche St. Margareth, jetzt katholische Spitalkirche | Saalbau mit eingezogenem Chor, Volutengiebel mit sechseckigem Turm mit Zwiebelhaube, 1298 gegründet, Kirchenneubau 1521 und 1594, Umbau und Anlage der Westfassade mit Volutengiebel um 1720, mit Ausstattung Ehemaliges Klostergebäude, zweigeschossiger, traufständiger Westflügel mit Satteldach und Zwerchgiebeln, im Kern vier zusammenhängende Gebäude des 16. Jahrhunderts, nach 1711 zusammengefasst, Zwerchgiebel 1920 Ehemaliges Prioratsgebäude, sogenannter Wollmarkt, zweigeschossiger, konkaver Satteldachbau mit Laubengang im Erdgeschoss, um 1521, Instandsetzung 1963/64 Ehemaliger Ostflügel, zweigeschossiger L-förmiger Satteldachbau mit polygonalem Eckerker und südlicher Portaleinfahrt, im Kern 17. Jahrhundert | D-7-61-000-960 Wikidata  | weitere Bilder                                                       |
| Spitalgasse 4 (Standort)                                                                      | Bürgerhaus                                                                            | Dreigeschossiger Giebelbau zu zwei Achsen mit Satteldach und steilem Schweifgiebel, im Kern 16. Jahrhundert, Giebel 17./18. Jahrhundert | D-7-61-000-962 Wikidata  | Bürgerhaus                                                           |
| Spitalgasse 8 (Standort)                                                                      | Bürgerhaus                                                                            | Zweigeschossiger Giebelbau mit Satteldach, Stufengiebel und einstöckigem Flacherker auf profilierter Konsole, im Kern 16. Jahrhundert, Giebel später verändert | D-7-61-000-963 Wikidata  | Bürgerhaus                                                           |
| Spitalgasse 12 (Standort)                                                                     | Bürgerhaus                                                                            | Viergeschossiger Giebelbau mit Satteldach und Flacherker auf profilierter Konsole, im Kern 16. Jahrhundert | D-7-61-000-965 Wikidata  | Bürgerhaus                                                           |
| Spitalgasse 14 (Standort)                                                                     | Bürgerhaus                                                                            | Dreigeschossiger Giebelbau mit Satteldach und gedrehter Firstsäule, im Kern 16./17. Jahrhundert | D-7-61-000-966 Wikidata  | Bürgerhaus                                                           |
| Spitalgasse 16 (Standort)                                                                     | Ehemaliger Gasthof Schwarzes Roß                                                      | Dreigeschossiger Traufseitbau mit Mansarddach, überbauter Tordurchfahrt im Norden und Ausleger, im Kern 16./17. Jahrhundert, äußere Erscheinung Ende 18. Jahrhundert | D-7-61-000-967 Wikidata  | weitere Bilder                                                       |
| Spitalgasse 18 (Standort)                                                                     | Bürgerhaus                                                                            | Zweigeschossiges Eckhaus mit einhüftigem Giebel zur Kirchgasse, Obergeschoss traufseitig vorkragend, im Kern erste Hälfte 16. Jahrhundert, im frühen 18. Jahrhundert erneuert | D-7-61-000-970 Wikidata  | Bürgerhaus                                                           |
| Spitalgasse 26 (Standort)                                                                     | Mietshaus                                                                             | Viergeschossiger Traufseitbau mit Satteldach, Flacherker und Zwerchgiebel, Fassade in Formen deutscher Renaissance, um 1900, bildet mit Spitalgasse 28 sowie Am Roten Tor 2 eine Baugruppe | D-7-61-000-1235 Wikidata | Mietshaus                                                            |
| Spitalgasse 28 (Standort)                                                                     | Mietshaus                                                                             | Viergeschossiger Traufseitbau mit Satteldach, Flacherker und Zwerchgiebel, Fassade in Formen deutscher Renaissance, um 1900, bildet mit Spitalgasse 26 sowie Am Roten Tor 2 eine Baugruppe | D-7-61-000-1236 Wikidata | Mietshaus                                                            |
| Sterngasse 3 (Standort)                                                                       | Ehemaliges Patrizierhaus, später Schule und sogenanntes Jesuitenhaus                  | Dreigeschossiger Giebelbau mit Satteldach und Volutengiebel, im Kern 16./17. Jahrhundert, Fassade 18. Jahrhundert, im 19. Jahrhundert verändert | D-7-61-000-985 Wikidata  | Ehemaliges Patrizierhaus, später Schule und sogenanntes Jesuitenhaus |
| Sterngasse 5, Sterngasse 3 1/2 (Standort)                                                     | Franziskanerinnenkloster und -kirche Maria Stern                                      | Klosterkirche, Saalbau mit eingezogenem Chor und südwestlichem Turm mit Zwiebelhaube, von Johannes Holl, 1574/76, im Inneren 1730 umgestaltet, wiederhergestellt nach Beschädigung 1944, mit Ausstattung Klostergebäude, hoher Traufseitbau nördlich der Kirche, wohl 1576, Giebelhaus mit Stufengiebel und Türmchen südlich, Trakt nach Osten, 16. Jahrhundert, 1944 stark beschädigt, danach weitgehend erneuert | D-7-61-000-986 Wikidata  | Franziskanerinnenkloster und -kirche Maria Stern                     |

### U
| Lage                       | Objekt                                             | Beschreibung | Akten-Nr.                | Bild                                               |
| -------------------------- | -------------------------------------------------- | --- | ------------------------ | -------------------------------------------------- |
| Ulrichsgasse 3 (Standort)  | Ehemaliger Stadel des Klosters St. Ulrich und Afra | Erdgeschossiger, langgestreckter Satteldachbau, im Dachstuhl bezeichnet „1683“, 1983–1985 umgestaltet | D-7-61-000-1207 Wikidata | Ehemaliger Stadel des Klosters St. Ulrich und Afra |
| Ulrichsplatz 1 (Standort)  | Bürgerhaus                                         | Viergeschossiger Eckbau mit Satteldach, zwei über die Traufe hinausragenden polygonalen Eckerkern und neugotischer Fassadendekoration, im Kern 16./17. Jahrhundert, äußere Erscheinung Ende 19. Jahrhundert                                                        | D-7-61-000-1022 Wikidata | Bürgerhaus                                         |
| Ulrichsplatz 7 (Standort)  | Bürgerhaus                                         | Dreigeschossiger Traufseitbau mit Satteldach und rückwärtigem Aufzugsgiebel, im Kern zweite Hälfte 16. Jahrhundert, Fassade 19. Jahrhundert | D-7-61-000-1024 Wikidata | Bürgerhaus                                         |
| Ulrichsplatz 11 (Standort) | Bürgerhaus                                         | Dreigeschossiger Traufseitbau mit Satteldach, korbbogiger Tordurchfahrt und zweigeschossigem Laubengang im Hof, im Kern 16./17. Jahrhundert | D-7-61-000-1027 Wikidata | Bürgerhaus                                         |
| Ulrichsplatz 13 (Standort) | Bürgerhaus                                         | Dreigeschossiger Traufseitbau mit Satteldach, Flacherker und Abseiten mit Arkadenwand und zwei Brunnenbecken, 16./17. Jahrhundert, Fassadengliederung Ende 19. Jahrhundert Rückgebäude, eingeschossiger Bau mit Mansardwalmdach, wohl erste Hälfte 19. Jahrhundert | D-7-61-000-1029 Wikidata | Bürgerhaus                                         |
| Ulrichsplatz 15 (Standort) | Bürgerhaus                                         | Viergeschossiger Traufseitbau mit Satteldach, zinnengekrönten Ecktürmen und um einen Innenhof gruppierte Abseiten und Rückgebäude, Fassade im neugotischen Stil, im Kern 16./17. Jahrhundert, äußere Gestalt 19. Jahrhundert                                       | D-7-61-000-1030 Wikidata | Bürgerhaus                                         |

### V
| Lage                                       | Objekt                                                                           | Beschreibung | Akten-Nr.                | Bild                                    |
| ------------------------------------------ | -------------------------------------------------------------------------------- | --- | ------------------------ | --------------------------------------- |
| Vorderer Lech 2, Weiße Gasse 10 (Standort) | Ehemaliges Rotgerberhaus                                                         | Vier- bzw. fünfgeschossiges giebelständiges Eckhaus mit einhüftigem Giebel und nach Süden gerichteten Trockenböden in Fachwerkkonstruktion, im Kern 16. Jahrhundert, Dachsüdseite 1670 (dendrochronologisch datiert)                                                            | D-7-61-000-1069 Wikidata | Ehemaliges Rotgerberhaus                |
| Vorderer Lech 4 (Standort)                 | Bürgerhaus                                                                       | Dreigeschossiger Traufseitbau mit Satteldach, rundbogiger Durchfahrt und seitlichem Aufzugsgiebel mit Ladeluken, 16./17. Jahrhundert | D-7-61-000-1070 Wikidata | Bürgerhaus                              |
| Vorderer Lech 5 (Standort)                 | Ehemaliges Wohnhaus der Familie Gignoux                                          | Dreigeschossiger Mansarddachbau, vermutlich von Leonhard Christian Mayr 1782/83, Stuckdekoration der Fassade Anfang 19. Jahrhundert | D-7-61-000-1071 Wikidata | Ehemaliges Wohnhaus der Familie Gignoux |
| Vorderer Lech 6 (Standort)                 | Bürgerhaus                                                                       | Viergeschossiger Giebelbau mit Satteldach, tiefliegendem Erdgeschoss und vorgesetzter linker Achse, 16. Jahrhundert | D-7-61-000-1209 Wikidata | Bürgerhaus                              |
| Vorderer Lech 8 (Standort)                 | Ehemalige Kattunfabrik und Wohnhaus der Familie Gignoux, bis 2010 Schauspielhaus | Wohnhaus und Gaststätte, zwei dreigeschossige, im rechten Winkel zueinander stehende Flügel mit Mansardwalmdach, polygonalem Eckerker und Fassade mit Rocaille-Stuck, unter Zusammenziehung mehrerer Gebäude des 16. Jahrhunderts von Leonhard Christian Mayr erbaut, 1764–1765 | D-7-61-000-1072 Wikidata | weitere Bilder                          |
| Vorderer Lech 10 (Standort)                | Ehemaliges Färberhaus                                                            | Viergeschossiger Giebelbau mit Satteldach, rückwärtiger Abseite mit Trockenböden und dreigeschossigem Laubengang, 16. Jahrhundert, Fassade später leicht verändert | D-7-61-000-1073 Wikidata | Ehemaliges Färberhaus                   |
| Vorderer Lech 12 (Standort)                | Bürgerhaus                                                                       | Dreigeschossiger giebelständiger Bau mit geknicktem Frackdach, steilem Giebel mit Klötzchenfries, korbbogiger Aufzugsluke und zwei querrechteckigen Fenstern, 16. Jahrhundert                                                                                                   | D-7-61-000-1074 Wikidata | Bürgerhaus                              |
| Vorderer Lech 13 (Standort)                | Bürgerhaus                                                                       | Dreigeschossiges Eckhaus mit Satteldach und breiter Giebelfront, im Kern 16./17. Jahrhundert | D-7-61-000-1075 Wikidata | Bürgerhaus                              |
| Vorderer Lech 14 (Standort)                | Bürgerhaus                                                                       | Dreigeschossiger Giebelbau mit Satteldach, wohl später um je eine seitliche Achse erweitert und am Giebel verändert, im Kern 16./17. Jahrhundert | D-7-61-000-1076 Wikidata | Bürgerhaus                              |
| Vorderer Lech 16 (Standort)                | Ehemaliges Weißgerberhaus                                                        | Dreigeschossiger Giebelbau zu zwei Achsen mit Satteldach und Volutengiebel, im Kern 16. Jahrhundert, Giebel 18. Jahrhundert | D-7-61-000-1077 Wikidata | Ehemaliges Weißgerberhaus               |
| Vorderer Lech 18 (Standort)                | Ehemaliges Färberhaus                                                            | Schmaler dreigeschossiger Giebelbau mit Satteldach, Flacherker und Volutengiebel, im Kern 16./17. Jahrhundert, Erker und Giebel 18. Jahrhundert | D-7-61-000-1078 Wikidata | Ehemaliges Färberhaus                   |
| Vorderer Lech 21 (Standort)                | Ehemaliges Gerberhaus                                                            | Zweigeschossiger giebelständiger Satteldachbau mit zweigeschossiger Gaubenreihe und Lastenaufzug, im Kern zwei Handwerkerhäuser um 1580, 1799 miteinander verbunden, Hinterhaus 1944 zerstört und wiederaufgebaut                                                               | D-7-61-000-1079 Wikidata | Ehemaliges Gerberhaus                   |
| Vorderer Lech 23 (Standort)                | Bürgerhaus                                                                       | Dreigeschossiger Giebelbau mit Satteldach, im Kern 16. Jahrhundert, Fassade im 19. Jahrhundert erneuert | D-7-61-000-1080 Wikidata | Bürgerhaus                              |
| Vorderer Lech 25 (Standort)                | Bürgerhaus                                                                       | Dreigeschossiger Giebelbau mit Mansarddach und Flacherker auf profilierter Konsole, 16. Jahrhundert, Dach später | D-7-61-000-1081 Wikidata | Bürgerhaus                              |
| Vorderer Lech 27 (Standort)                | Bürgerhaus                                                                       | Dreigeschossiger Giebelbau mit Satteldach, geschweiftem Giebel und Korbbogenfenster im Erdgeschoss, 16. Jahrhundert, Giebel 18. Jahrhundert | D-7-61-000-1082 Wikidata | Bürgerhaus                              |
| Vorderer Lech 28 (Standort)                | Bürgerhaus                                                                       | Dreigeschossiger Traufseitbau mit Satteldach, Zwerchgiebel und Flacherker auf profilierter Konsole, 16./17. Jahrhundert | D-7-61-000-1083 Wikidata | Bürgerhaus                              |
| Vorderer Lech 41 (Standort)                | Ehemaliges Färberhaus                                                            | Bestehend aus:echsgeschossiger Bau mit überstehendem Walmdach, die obersten zwei Geschosse Trockenböden, nach 1736 Rückgebäude, zweigeschossiges, zur Hälfte überschnittenes dreigeschossiges Giebelhaus mit Satteldach und geschweiftem Dreiecksgiebel, 17. Jahrhundert        | D-7-61-000-1086 Wikidata | Ehemaliges Färberhaus                   |
| Vorderer Lech 43 (Standort)                | Bürgerhaus                                                                       | Zweigeschossiger Giebelbau mit Satteldach, 16. Jahrhundert | D-7-61-000-1087          | Bürgerhaus                              |

### W
| Lage                        | Objekt                    | Beschreibung | Akten-Nr.                | Bild                      |
| --------------------------- | ------------------------- | --- | ------------------------ | ------------------------- |
| Waisengäßchen 9 (Standort)  | Wohnhaus                  | zweigeschossiger traufständiger Massivbau mit Satteldach, im Kern eingeschossiger Bau mit steilem Satteldach, 1425 (dendrochronologisch datiert), Aufstockung und Versteinerung der nördlichen Traufseite 1724 (dendrochronologisch datiert); Nebengebäude, eingeschossiger Ständerbau mit flachem Pultdach, 1883 (dendrochronologisch datiert) | D-7-61-000-1954          | Wohnhaus                  |
| Waisengäßchen 11 (Standort) | Ehemaliges Handwerkerhaus | Zweigeschossiger Giebelbau mit schräg zurückgesetzter Achse und einhüftigem Giebel, im Kern 1398 | D-7-61-000-1089 Wikidata | Ehemaliges Handwerkerhaus |
| Weiße Gasse 3 (Standort)    | Bürgerhaus                | Zweigeschossiger Giebelbau mit Satteldach, Flacherker und waagrechten Gesimsen, 16./17. Jahrhundert | D-7-61-000-1095 Wikidata | Bürgerhaus                |
| Weiße Gasse 4 (Standort)    | Bürgerhaus                | Zweigeschossiger Traufseitbau mit Satteldach und kleinteiligem Stufengiebel, im Kern 16./17. Jahrhundert | D-7-61-000-1096 Wikidata | Bürgerhaus                |
| Weiße Gasse 5 (Standort)    | Bürgerhaus                | Dreigeschossiger Giebelbau mit Satteldach, im Kern 16. Jahrhundert, Fassade 18. Jahrhundert | D-7-61-000-1097 Wikidata | Bürgerhaus                |
| Weiße Gasse 7 (Standort)    | Bürgerhaus                | Zweigeschossiger Giebelbau mit Mansarddach, Ladeluke und Kranbalken, im Kern 16. Jahrhundert, Dach 18. Jahrhundert | D-7-61-000-1098 Wikidata | Bürgerhaus                |
| Weiße Gasse 11 (Standort)   | Bürgerhaus                | Viergeschossiger Eckbau mit Schweifgiebel, im Kern 16./17. Jahrhundert, äußere Erscheinung Ende 19. Jahrhundert | D-7-61-000-1099 Wikidata | Bürgerhaus                |
| Wintergasse 7 (Standort)    | Bürgerhaus                | Satteldachbau, Straßenfront dreigeschossig mit Flacherker, an der Westseite des Hofes in Lauben geöffneter Treppenaufgang, auf der Südseite Laubengang, hohe Ostgiebelfront zum Hunoldsgraben, insgesamt höchst anspruchsvoller Bau des frühen 17. Jahrhunderts                                                                                 | D-7-61-000-1118 Wikidata | Bürgerhaus                |
| Wintergasse 10 (Standort)   | Bürgerhaus                | Fünfgeschossiger Mansarddachbau mit hohem Flacherker, im Kern 16./17. Jahrhundert, Fassade 18. Jahrhundert Hauptfront zur Maximilianstraße (Maximilianstraße 49) | D-7-61-000-653 Wikidata  | weitere Bilder            |

### Z
| Lage                                                    | Objekt                                     | Beschreibung | Akten-Nr.                | Bild                                       |
| ------------------------------------------------------- | ------------------------------------------ | --- | ------------------------ | ------------------------------------------ |
| Zwerchgasse 3 (Standort)                                | Bürgerhaus                                 | Dreigeschossiger Giebelbau mit Satteldach, im Kern 16./17. Jahrhundert | D-7-61-000-1135          | Bürgerhaus                                 |
| Zwerchgasse 8 (Standort)                                | Bürgerhaus                                 | Zweigeschossiger giebelständiger Satteldachbau mit breitem Giebel, seitlichem Anbau, Figurennische und Schmuckprofilen, im Kern 16./17. Jahrhundert | D-7-61-000-1137 Wikidata | weitere Bilder                             |
| Zwerchgasse 9, Zwerchgasse 11, Zwerchgasse 7 (Standort) | Wohnhausgruppe des frühen 16. Jahrhunderts | Wohl eine der frühesten erhaltenen Zinshausanlagen, um einen Hof angelegt Ehemaliges Handwerkerhaus (Nr. 9), zwei- bis dreigeschossiger Traufseitbau mit Satteldach, Zwerchhaus und kleinteiligem Stufengiebel, durch gemauerten Bogen mit Nr. 11 verbunden, 1514/15 (dendrochronologisch datiert) Ehemaliges Handwerkerhaus (Nr. 11), zweigeschossiger Traufseitbau mit Satteldach und Schleppgauben, 1510/11 (dendrochronologisch datiert) Rückgebäude, zweigeschossiger langgestreckter Bau, um 1510/15 (dendrochronologisch datiert) | D-7-61-000-1138 Wikidata | Wohnhausgruppe des frühen 16. Jahrhunderts |
| Zwerchgasse 16 (Standort)                               | Rückgebäude                                | Zwei rechtwinklig zueinander stehende zwei- bzw. dreigeschossige Satteldachbauten mit verschaltem seitlichem Außenaufgang, Obergeschoss der südlichen Giebelseite stark vorkragend, um 1500 (dendrochronologisch datiert) | D-7-61-000-1139 Wikidata | Rückgebäude                                |

## Ehemalige Baudenkmäler
In diesem Abschnitt sind Objekte aufgeführt, die früher einmal in der Denkmalliste eingetragen waren, jetzt aber nicht mehr. Objekte, die in anderem Zusammenhang also z. B. als Teil eines Baudenkmals weiter eingetragen sind, sollen hier nicht aufgeführt werden. Aktennummern in diesem Abschnitt sind ehemalige, jetzt nicht mehr gültige Aktennummern.

| Lage                          | Objekt                       | Beschreibung | Akten-Nr.                | Bild                         |
| ----------------------------- | ---------------------------- | --- | ------------------------ | ---------------------------- |
| Bei Sankt Ursula 1 (Standort) | Wohnhaus                     | Dreigeschossiger Traufseitbau mit Satteldach, im Kern 16./17. Jahrhundert, äußere Erscheinung 19. Jahrhundert, 1999–2000 durch Umbauten im historischen Ausstattungsbestand weitgehend reduziert                                  | D-7-61-000-166 Wikidata  | Wohnhaus                     |
| Forsterstraße (Standort)      | Stadtgraben                  | Mittelalterlich, siehe Springergäßchen 4, Stadtbefestigung | D-7-61-000-235 Wikidata  | Stadtgraben                  |
| Judenberg 6 (Standort)        | Rückfront eines Bürgerhauses | Siehe Maximilianstraße 29, viergeschossiger Giebelbau mit Satteldach, geschwungenem Giebel mit Dreieckaufsatz und Erker im ersten Obergeschoss, Rückfront am Judenberg mit Stufengiebel, Fassade um 1900 verändert, im Kern älter | D-7-61-000-506 Wikidata  | Rückfront eines Bürgerhauses |
| Mittlerer Lech 18 (Standort)  | Bürgerhaus                   | Viergeschossiger Traufseitbau mit Satteldach, im Kern 16./17. Jahrhundert, später verändert | D-7-61-000-706 Wikidata  | Bürgerhaus                   |
| Mittlerer Lech 20 (Standort)  | Bürgerhaus                   | Viergeschossiger Traufseitbau mit Satteldach, im Kern 16./17. Jahrhundert | D-7-61-000-707 Wikidata  | Bürgerhaus                   |
| Pfladergasse 11 (Standort)    | Ehemalige Pfladermühle       | Viergeschossiger Giebelbau, im Kern 13. Jahrhundert, weitgehend umgebaut | D-7-61-000-791 Wikidata  | weitere Bilder               |
| Weiße Gasse 2 (Standort)      | Bürgerhaus                   | Zweigeschossiger Traufseitbau traufständiger Eckbau mit hohem Satteldach, kleinteiligem Stufengiebel und seitlichem Überschutz, im Kern 15./16. Jahrhundert                                                                       | D-7-61-000-1094 Wikidata | Bürgerhaus                   |

## Abgegangene Baudenkmäler
In diesem Abschnitt sind Objekte aufgeführt, die früher einmal in der Denkmalliste eingetragen waren, jetzt aber nicht mehr existieren, z. B. weil sie abgebrochen wurden. Aktennummern in diesem Abschnitt sind ehemalige, jetzt nicht mehr gültige Aktennummern.

| Lage                                             | Objekt     | Beschreibung                                                                                             | Akten-Nr.               | Bild       |
| ------------------------------------------------ | ---------- | --- | ----------------------- | ---------- |
| Maximilianstraße 23, Hunoldsgraben 20 (Standort) | Bürgerhaus | Dreigeschossiger Traufseitbau, mit halbem Aufzugsgiebel und gequadertem Portalbogen, 16./17. Jahrhundert | D-7-61-000-448 Wikidata | Bürgerhaus |